# Девід Маккалоу
Девід Маккалоу (англ. David McCullough; 7 липня 1933, Піттсбург — 7 серпня 2022) — американський письменник, журналіст, історик і лектор. Двічі отримав Пулітцерівську премію, лауреат Національної книжкової премії, відзначений також Президентською медаллю Свободи, найвищою нагородою США для цивільних осіб.

## Біографія
Маккалоу народився й виріс разом з трьома своїми братами в Піттсбурзі, син Рут Ранкін та Кристіана Гакса Маккалоу. 1951 року вступив до Єльського університету, де, по закінченні, отримав ступінь з англійської літератури. Свою першу книгу «The Johnstown Flood» написав 1968 року. Написав також книжки про Гаррі Трумена, Джона Адамса та Бруклінський міст. Маккалоу був диктором в кількох документальних фільмах, наприклад, у фільмі «Фаворит» та телепрограмі American Experience.
Маккалоу дворазовий лауреат Пулітцерівської премії за книжки «Трумен» і «Джон Адамс», які були адаптовані HBO у фільм та міні-серіал відповідно.
З 1954 року одружений з Розалі Інгрем Барнес Маккалоу, з якою познайомився в 17-річному віці. Подружжя має 5 дітей та 18 внуків.
Помер 7 серпня 2022 року у 89-річному віці.

## Книги
| Книга                                                     | Рік  | Нагороди |
| --------------------------------------------------------- | ---- | --- |
| «The Johnstown Flood»                                     | 1968 | |
| «The Great Bridge»                                        | 1972 | |
| «The Path Between the Seas»                               | 1977 | National Book Award — 1978 Francis Parkman Prize — 1978 Samuel Eliot Morison Award — 1978 Cornelius Ryan Award — 1978 |
| «Mornings on Horseback»                                   | 1981 | National Book Award — 1982                                                                                            |
| «Brave Companions»                                        | 1992 | |
| «Truman»                                                  | 1992 | Pulitzer Prize for Biography or Autobiography — 1993 The Colonial Dames of America Annual Book Award — 1993           |
| «John Adams»                                              | 2001 | Pulitzer Prize for Biography or Autobiography — 2002                                                                  |
| «1776»                                                    | 2005 | American Compass Best Book — 2005                                                                                     |
| «In the Dark Streets Shineth: A 1941 Christmas Eve Story» | 2010 | |
| «The Greater Journey»                                     | 2011 | |
| The Wright Brothers                                       | 2015 | Combs Gates Award - 2016                                                                                              |

## Документальні фільми
- «Фаворит»
- «American Experience[en]» 1988—1999[12]
- «The Civil War[en]»[12]
- «Brooklyn Bridge[en]»[13]
- «The Statue of Liberty[en]»[14]
- «Конгрес[en]»[15]